# Mrtvice, Krško
Mrtvice este o localitate din comuna Krško, Slovenia, cu o populație de 208 locuitori.